# デイヴィッド・マレー (第2代マンスフィールド伯爵)

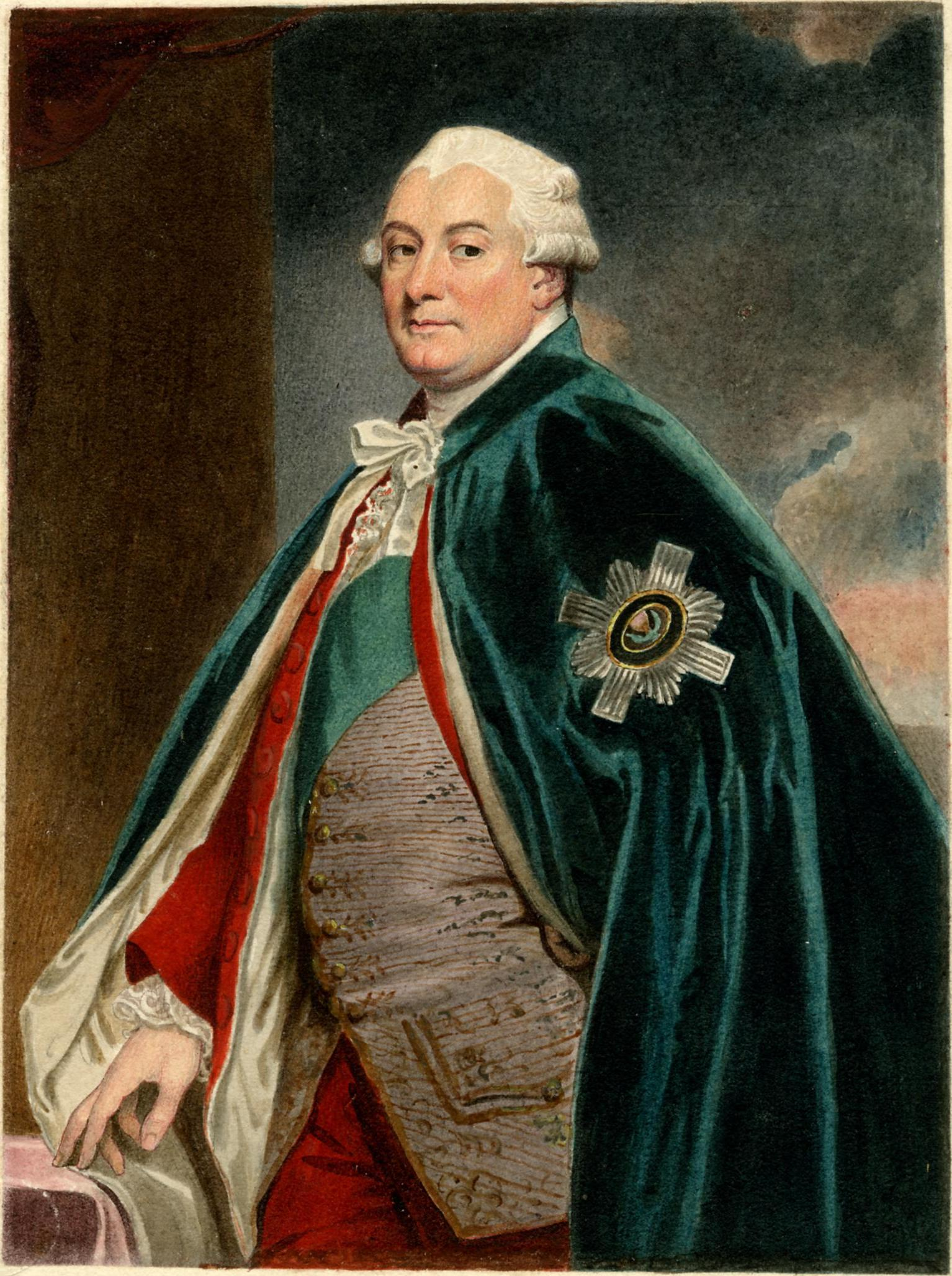
シルヴェスター・ハーディングによる肖像画

第2代マンスフィールド伯爵デイヴィッド・マレー（英語: David Murray, 2nd Earl of Mansfield KT PC、1727年10月9日 – 1796年9月1日）は、イギリスの政治家、外交官、貴族。外交官としてザクセン選帝侯領、ポーランド・リトアニア共和国、神聖ローマ帝国、フランス王国に駐在した後、北部担当国務大臣、枢密院議長を歴任した。

## 生涯
第6代ストーモント子爵デイヴィッド・マレーとアン・ステュアート（Anne Stewart、1735年7月20日没、ジョン・ステュアートの娘）の息子として、1727年10月9日に生まれた。ウェストミンスター・スクールで教育を受けた後、1744年5月28日にオックスフォード大学クライスト・チャーチに入学、1748年にB.A.の学位を修得した。1748年7月23日に父が死去すると、ストーモント子爵の爵位を継承した。
外交官としての道を歩み、1751年にパリのイギリス大使館でアタッシェとして働いた後、1756年に在ザクセンイギリス特命全権公使に転じ、同年初にドレスデンに到着した。9月にプロイセン王フリードリヒ2世がザクセンに侵攻して七年戦争が勃発すると、仲介を試みたが失敗した。ザクセン選帝侯フリードリヒ・アウグスト2世（兼ポーランド王アウグスト3世）はポーランドに退避、ストーモント子爵も同じくワルシャワに移り、以降1761年まで同地に留まった。1761年4月28日、アウクスブルクでの講和会議におけるイギリス代表の1人に任命されたが、会議が失敗に終わると本国に召還された。本国では遡る1754年5月にスコットランド貴族代表議員に当選しており（以降1778年まで外国に滞在することが多かったものの、1768年、1774年、1780年、1784年、1790年の総選挙で再選した）、1763年7月20日には枢密顧問官に任命された。同年より9年間神聖ローマ帝国宮廷（ウィーン）駐在特命全権公使を務め、マリア・テレジアとヨーゼフ2世の信頼を得た。
1人目の妻フレデリケ・ヘンリエッテの死去（1766年3月16日）にストーモント子爵は大きな打撃を受け、彼女の心臓をスクーンにあるマンスフィールド伯爵家の家族納骨所に埋葬した後、気晴らしにイタリアを旅した。1768年春にローマでヨハン・ヨアヒム・ヴィンケルマンと知り合いになり、ヴィンケルマンはストーモント子爵のギリシア語に関する知識を称え、「わたしがこれまで会った彼のような身分の人のうち、最も博識な人」であると述べた。同年にウィーンに戻り、11月30日にシッスル勲章を授与された。1772年8月に在フランス大使に転じ、以降1778年3月にアメリカ独立戦争における宣戦布告に備えて召還されるまでパリに滞在した。同年、スコットランド民事控訴院首席判事に任命された。
1779年10月27日、北部担当国務大臣としてノース内閣に入閣したが、1782年にノース内閣が倒れるとノース卿とともに辞任した。1783年2月17日の弁論でアメリカ独立戦争の予備講和条約を厳しく非難した後、4月2日に枢密院議長として第3代ポートランド公爵ウィリアム・キャヴェンディッシュ＝ベンティンク率いるフォックス＝ノース連立内閣に入閣したが、12月19日にチャールズ・ジェームズ・フォックスの東インド法案が貴族院で否決されると、ホイッグ党を支持して野党に回り、小ピットの東インド法案を批判した。それ以外にも1788年の摂政法案（Regency bill）の弁論で活躍、また外交での経験に基づき1791年に露土戦争への介入政策を批判した。1793年2月1日にフランス第一共和政がイギリスに宣戦布告し（フランス革命戦争）、イギリスが返答として11日にフランスに宣戦布告すると、ストーモント子爵は即座に政府支持に回り、1794年に第4代フィッツウィリアム伯爵の後任として枢密院議長を再任した。1793年3月20日に叔父にあたる初代マンスフィールド伯爵ウィリアム・マレーが死去すると、マンスフィールド伯爵（第2期、1792年創設）の爵位を継承した。同年7月3日、オックスフォード大学よりD.C.L.の学位を授与された。また同年にはアバディーン大学マーシャル・カレッジ総長にも任命された。
1796年9月1日にブライトンで死去、9日にウェストミンスター寺院に埋葬された。2人目の妻との間の息子デイヴィッド・ウィリアムが爵位を継承した。

## 著作
- Epicedia Oxoniensia, in obitum Celsissimi et Desideratissimi Frederici Principis Walliæ（オックスフォード、1751年） - 王太子フレデリック・ルイスの死に際しての挽歌[2]

## 評価
1768年に知り合いになった最晩年のヨハン・ヨアヒム・ヴィンケルマンから博識であると称えられた。また、『英国人名事典』は第2代マンスフィールド伯爵を有能で尊敬すべき外交官、政治家であると評価し、雄弁家ではないものの説得力のある演説者だったとした。

## 家族
1759年8月16日、フレデリケ・ヘンリエッテ・フォン・ビューナウ（Frederikke Henriette von Bünau、1766年3月16日没、ハインリヒ・フォン・ビューナウ伯爵（1698年 – 1745年）の娘）と結婚、1女をもうけた。
- エリザベス・メアリー（英語版）（1760年 – 1825年） - 1785年12月10日、ジョージ・フィンチ＝ハットン（英語版）（1747年 – 1823年、庶民院議員）と結婚、2男3女をもうけた[7]

1776年5月5日、ルイーザ・カスカート（1758年7月1日 – 1843年7月11日、第9代カスカート卿チャールズ・カスカートの娘。1793年にマンスフィールド伯爵（第1期）を継承）と再婚、4男1女をもうけた。
- デイヴィッド・ウィリアム（英語版）（1777年 – 1849年） - 第3代マンスフィールド伯爵（第2期）
- ジョージ（1780年 – 1848年）
- チャールズ（1781年8月22日 – 1859年9月17日） - 1802年9月21日、エリザベス・ロー（Elizabeth Law、ロバート・ローの娘）と結婚、子供あり
- ヘンリー（英語版）（1784年8月 – 1860年7月29日） - 陸軍軍人。1810年6月28日、エミリー・ド・ヴィメ（Emily de Vismé、1873年11月23日没、ジェラール・ド・ヴィメの娘）と結婚、子供あり
- キャロライン（1867年1月21日没）